# Anla'Shok
Los Rangers (o Anla'Shock, en minbari) son una organización militar ficticia que aparece en la serie de ciencia ficción Babylon 5.

## Historia

### Creación
Los anla'shok fueron creados por Valen en el año 1260, durante la primera guerra contra las Sombras, formando un ejército unido de los hasta entonces divididos clanes guerreros de los minbari. Los rangers reclutaban sus miembros de entre las tres castas, aunque los miembros de casta obrera fueron siempre poco numerosos. Los Rangers juraron obediencia a Valen, que se convierte en el primer Entil'Zha.
Tras la derrota de las Sombras, Valen profetizó que estas volverían al cabo de mil años y encomendó a los rangers permanente vigilancia ante su regreso. Aunque también llevaban a cabo otras labores de inteligencia, el número y la importancia de los rangers fue decayendo con el tiempo, según se fue dejando de creer en las profecías de Valen, hasta que quedaron como poco más que un tributo a Valen.

### La Guerra contra la Tierra
Durante la guerra contra la Tierra, su líder Lennon intentó sin éxito convencer a los minbari de que el regreso de las Sombras era inminente. Los Vorlon habían contactado con él y le habían asegurado que los humanos serían fundamentales en la lucha. Para tratar de parar la guerra, organizó con ayuda de Delenn un encuentro secreto con representantes de los humanos para negociar el fin de la guerra. El encuentro fue organizado a través de los narn, que por entonces proveían de armas a los humanos, en un puesto de avanzada terrestre abandonado en el sistema Epsilon. Los centauri, queriendo perjudicar a los narn, atacaron la base creyendo que era una venta de armas, matando a Lennon y acabando con las conversaciones de paz.
Tras la muerte de Lennon, los rangers fueron decayendo aún más hasta llegar a la inactividad casi total.

### La Guerra de las Sombras
En el año 2259, y bajo el auspicio de la casta religiosa, los rangers sufrieron una profunda transformación en previsión de una nueva Guerra de las Sombras. Se abrió la posibilildad de que los humanos se unieran a sus filas, siendo incluso un humano, Jeffrey Sinclair puesto al mando. Se reactivaron las instalaciones en Minbar, se abrieron campos de entrenamiento en otros mundos y se comenzó la construcción de la flota de naves conocida como Estrella Blanca. Descontenta con el rumbo que estaba tomando el Anla'Shok la casta guerrera, y con ella el Consejo Gris, retiró la práctica totalidad de su apoyo.
Durante la guerra, los rangers estuvieron siempre en primera línea, luchando contra las sombras y sus aliados y recabando información. Fueron la fuerza alrededor de la cual se organizó el llamado Ejército de la Luz.
Tras la desaparición de Sinclair, cuando Delenn fue propuesta para hacerse cargo de los rangers, Neroon quiso reclamar el Anla'Shok para la casta guerrera, temiendo que Delenn estuviera acumulando demasiado poder y que se estuviera prepararando para hacerse con el gobierno.
Con el fin de la guerra y la desaparición de las Sombras, los rangers perdieron su propósito original, y empezaron a patrullar las fronteras de los mundos firmantes del Tratado Babylon. También se vieron involucrados en la Guerra Civil Minbari y, más tangencialmente, en la Guerra Civil Terrestre.

### Alianza Interestelar
Con la creación de la Alianza Interestelar, los anla'shok pasaron a integrarse en ella llevando a cabo las funciones de ejército y fuerza policial. El líder de los rangers responde directamente ante el presidente.
También se abrió la posibilidad de que cualquier miembro de la alianza enviara reclutas y pronto hubo rangers narn, abbai, drazi, yolu e incluso pak'ma'ra.
El anla'shok existió al servicio de la Alianza durante más de un millón de años.

## Organización

### Entil'Zha y Anla'Shok'Na
El líder del Anla´Shok recibe el título de Entil'Zha. Aunque su significado se ha perdido, se cree que el término es de origen vorlon. Después de Valen, y en espera de su profetizado regreso, los líderes de los rangers tomaban el título de Anla'Shok'Na (Ranger Uno). La llegada de Sinclair fue vista como un cumplimiento de la profecía y se recuperó el título de Entil'Zha
Algunos de los líderes de los rangers han sido:
- Valen (1260-alrededor de 1360)
- Lennon (????-2246)
- Turval (2247-2259)
- Jeffrey Sinclair (2259-2260)
- Delenn (2260-2279)
- John Sheridan (2279-2281)
- Susan Ivanova (2281-????)

### El Consejo Ranger
Aunque el liderazgo del Anla'Shok recae sobre el Ranger Uno, existe también un Alto Consejo o Consejo Ranger que supervisa su entrenamiento y organización, pudiendo tomar medidas disciplinarias. Tienen su sede en la central de entrenamiento de los rangers en Tuzenor y, al igual que el Consejo Gris, se reúnen de pie en una sala oscura, vistiendo unas túnicas que les ocultan el rostro.

## Naves
- Enfali
- Liandra
- Estrella Blanca
- Estrella Azul[3]

### Crucero clase Valen
El primer modelo, bautizado en honor del gran líder minbari del mismo nombre, representó el primer intento de la Alianza Terrestre y la Federación Minbari de diseñar una nave conjuntamente. El resultado no pareció satisfacer a nadie, y de hecho fue destruido durante su primera misión.

Fue también un antecedente de los destructores tipo Victory, que integraban tecnología minbari y terrestre con tecnología vorlon.
El segundo modelo fue más exitoso. El diseño era más próximo estéticamente a las naves minbari que su predecesor, e incluía motores de salto capaces de acceder al espacio cuántico. Una nave de este modelo era usada por el presidente de la Alianza Interestelar como transporte oficial.